# Nepean
Nepean (/ne'pi:n/) è una località adiacente al comune di Ottawa, nell'Ontario (Canada) che è stata unita ad altri 10 comuni costituendosi in Municipalità Regionale di Carleton nel 2001 per divenire poi la nuova città di Ottawa. Tuttavia, il nome Nepean persiste nell'uso comune in riferimento al territorio. La popolazione di Nepean è di circa 150.000 abitanti.
Nonostante la località adiacente di Kanata rappresenti il centro imprenditoriale e ad alta tecnologia della regione, Nepean ospitava le industrie Nortel, JDS Uniphase e Gandalf Technologies. Come per il resto della Regione Capitale Nazionale anche a Nepean l'economia è fortemente dipendente dall'amministrazione pubblica del governo federale.
Prima della sua fusione con altri 10 comuni nella nuova città di Ottawa nel 2001, Nepean aveva 124.878 abitanti distribuiti su una superficie di 217 km².